# Medley (singel Radioramy)
„Medley” – singel włoskiego zespołu Radiorama wydany w latach 1988–1989 we Włoszech, Hiszpanii, Szwecji i Japonii przez wytwórnie Radiorama Productions, Beat Box oraz Discomagic Records. Składał się z dwóch megamixów wybranych utworów grupy. Singel promował trzeci album grupy pt. The Legend, z którego pochodzi zdecydowana większość utworów zawartych na megamixach.

## Lista utworów

### Włoskie wydanie na 12"[1]
| A. Medley – 9:47 | A. Medley – 9:47 | A. Medley – 9:47 |
| Nr               | Tytuł utworu     | Długość          |
| ---------------- | ---------------- | ---------------- |
| 1.               | „ABCD”           |                  |
| 2.               | „Bye Bye Baby”   |                  |
| 3.               | „Bad Girls”      |                  |

| B. Medley – 9:20 | B. Medley – 9:20    | B. Medley – 9:20 |
| Nr               | Tytuł utworu        | Długość          |
| ---------------- | ------------------- | ---------------- |
| 1.               | „Heartbreaker”      |                  |
| 2.               | „Manitù”            |                  |
| 3.               | „Flight Of Fantasy” |                  |

- Wszystkie nagrania zawarte na megamixie na stronie A pochodzą z albumu The Legend.
- W megamixie na stronie B dwa nagrania („Heartbreaker”, „Manitù”) pochodzą z albumu The Legend, jedno („Flight Of Fantasy”) zaś z albumu Desires and Vampires.

### Szwedzkie wydanie na 12"[2]
| A. Radiorama Medley – 9:45 | A. Radiorama Medley – 9:45 | A. Radiorama Medley – 9:45 |
| Nr                         | Tytuł utworu               | Długość                    |
| -------------------------- | -------------------------- | -------------------------- |
| 1.                         | „ABCD”                     |                            |
| 2.                         | „Bye Bye Baby”             |                            |
| 3.                         | „Bad Girls”                |                            |

| B. Radiorama Medley – 9:20 | B. Radiorama Medley – 9:20 | B. Radiorama Medley – 9:20 |
| Nr                         | Tytuł utworu               | Długość                    |
| -------------------------- | -------------------------- | -------------------------- |
| 1.                         | „Heartbreaker”             |                            |
| 2.                         | „Manitù”                   |                            |
| 3.                         | „Flight Of Fantasy”        |                            |

- Faktyczna długość megamixu na stronie A różni się od tych napisanych na okładce tego wydania.

## Autorzy[3]
- Muzyka: Mauro Farina, Giuliano Crivellente
- Producent: Marco Bresciani, Paolo Gemma
- Mixer: Simone Baldo